# Associazione Calcio Siena 2006-2007
Questa voce raccoglie le informazioni riguardanti l'Associazione Calcio Siena nelle competizioni ufficiali della stagione 2006-2007.

## Stagione
La stagione 2006-2007 è stata la 4ª stagione in Serie A del Siena, il nuovo allenatore è Mario Beretta, il quale aveva guidato il Parma nella stagione precedente.
In campionato la Robur inizia con un punto di penalizzazione per via di un ritardo nel pagamento dell'Irpef. In seguito alla vittoria in trasferta contro il Chievo il Siena viene sconfitto internamente per 1-3 contro la Roma; dopo 8 risultati utili consecutivi (5 pareggi e 3 vittorie) i bianconeri vengono sconfitti per 0-1 in casa dalla Reggina e 0-3 in trasferta contro l'Udinese. Dopo un pari per 1-1 contro la Fiorentina il Siena viene sconfitto dall'Inter per 0-2; il girone di andata termina con 2 ulteriori pareggi (contro Sampdoria e Atalanta), una sconfitta per 0-1 contro l'Empoli e altri 2 pari (contro Palermo e Lazio). Il girone di ritorno inizia con una vittoria (2-1 contro il Chievo), a cui segue un'ulteriore sconfitta contro i giallorossi e quindi un successo per 1-0 contro il Torino e un pari contro il Cagliari. Dopo 2 sconfitte consecutive (contro Milan e Messina), la Robur ottiene 2 pareggi a cui seguono altrettante sconfitte; seguono una vittoria (contro la Reggina), un pareggio (contro l'Udinese) e 4 sconfitte consecutive (contro Fiorentina, Inter, Sampdoria e Atalanta). I bianconeri terminano il campionato con una vittoria per 2-0 contro l'Empoli, una sconfitta contro il Palermo per 1-2 e un successo contro la Lazio (2-1).
In Coppa Italia il Siena inizia dal primo turno, dove ottiene un successo per 2-1 contro il Carpenedolo (dopo i tempi supplementari); viene tuttavia sconfitta nel secondo turno dalla Triestina 1-2 e quindi eliminata dal torneo.

## Divise e sponsor
Nella stagione 2006-2007 lo sponsor tecnico è Mass, mentre lo sponsor ufficiale è Monte dei Paschi di Siena. La divisa casalinga presenta la classica maglia a righe bianco-nere, pantaloncini e calzettoni bianchi. Quella da trasferta è interamente gialla mentre la terza nera.
| Casa | Trasferta | Terza Divisa |  |

## Rosa
| N. |                          | Ruolo | Calciatore               |
| -- | ------------------------ | ----- | ------------------------ |
| 1  | Austria (bandiera)       | P     | Alexander Manninger      |
| 2  | Italia (bandiera)        | D     | Paolo Negro              |
| 3  | Italia (bandiera)        | D     | Cristian Molinaro        |
| 5  | Italia (bandiera)        | C     | Ezio Brevi               |
| 6  | Romania (bandiera)       | C     | Paul Codrea              |
| 7  | Liechtenstein (bandiera) | A     | Mario Frick              |
| 8  | Italia (bandiera)        | C     | Simone Vergassola        |
| 9  | Italia (bandiera)        | A     | Daniele Corvia           |
| 10 | Italia (bandiera)        | A     | Enrico Chiesa (capitano) |
| 11 | Francia (bandiera)       | D     | Abdoulay Konko           |
| 13 | Polonia (bandiera)       | C     | Marcin Siedlarz          |
| 14 | Italia (bandiera)        | C     | Daniele Galloppa         |
| 16 | Italia (bandiera)        | D     | Adriano Russo            |
| 17 | Brasile (bandiera)       | C     | Douglas Ricardo Packer   |
| 18 | Italia (bandiera)        | P     | Francesco Benussi        |
| 20 | Italia (bandiera)        | A     | Tomas Locatelli          |
| 21 | Italia (bandiera)        | D     | Andrea Rossi             |

| N. |                      | Ruolo | Calciatore          |
| -- | -------------------- | ----- | ------------------- |
| 22 | Brasile (bandiera)   | C     | Alberto             |
| 23 | Italia (bandiera)    | C     | Roberto D'Aversa    |
| 23 | Finlandia (bandiera) | C     | Roman Erëmenko      |
| 25 | Slovenia (bandiera)  | C     | Gorazd Zajc         |
| 32 | Francia (bandiera)   | D     | Vincent Candela     |
| 32 | Italia (bandiera)    | A     | Massimo Maccarone   |
| 34 | Italia (bandiera)    | D     | Andrea Masiello     |
| 35 | Italia (bandiera)    | C     | Francesco Cozza     |
| 36 | Italia (bandiera)    | A     | Federico Melchiorri |
| 38 | Italia (bandiera)    | D     | Giovanni Bartolucci |
| 50 | Finlandia (bandiera) | P     | Anssi Jaakkola      |
| 77 | Italia (bandiera)    | C     | Luca Antonini       |
| 81 | Albania (bandiera)   | A     | Erjon Bogdani       |
| 83 | Italia (bandiera)    | D     | Leandro Rinaudo     |
| 87 | Italia (bandiera)    | P     | Alessio Arfè        |
| 90 | Italia (bandiera)    | D     | Daniele Portanova   |
| 99 | Italia (bandiera)    | P     | Nicola Pavarini     |

## Calciomercato

### Sessione estiva(dal 1/7 al 31/8)
| Acquisti | Acquisti            | Acquisti    | Acquisti   |
| R.       | Nome                | a           | Modalità   |
| -------- | ------------------- | ----------- | ---------- |
| P        | Alexander Manninger | Salisburgo  | svincolato |
| P        | Nicola Pavarini     | Reggina     | svincolato |
| D        | Andrea Masiello     | Juventus    | -          |
| D        | Paul Codrea         | Palermo     | -          |
| D        | Valerio Bertotto    | Udinese     | definitivo |
| D        | Vincent Candela     | Udinese     | svincolato |
| D        | Alessandro Bettega  | Juventus    | -          |
| D        | Giovanni Bartolucci | Torres      | -          |
| D        | Abdoulay Konko      | Juventus    | -          |
| D        | Marcin Siedlarz     | Widzew Łódź | -          |
| D        | Leandro Rinaudo     | Palermo     | prestito   |
| D        | Andrea Rossi        | Juventus    | prestito   |
| C        | Gorazd Zajc         | Maribor     | -          |
| C        | Gorazd Zajc         | Maribor     | prestito   |
| C        | Luca Antonini       | Sampdoria   | prestito   |
| C        | Ezio Brevi          | Catania     | -          |
| A        | Daniele Corvia      | Roma        | definitivo |
| A        | Mario Frick         | Ternana     | definitivo |
| A        | Thomas Albanese     | Tolentino   | -          |

| Cessioni | Cessioni            | Cessioni    | Cessioni   |
| R.       | Nome                | a           | Modalità   |
| -------- | ------------------- | ----------- | ---------- |
| P        | Marco Fortin        | Cagliari    | -          |
| D        | Francesco Colonnese | Potenza     | svincolato |
| D        | Gianluca Falsini    | Catania     | -          |
| D        | Leonardo Blanchard  | Poggibonsi  | prestito   |
| D        | Fernando            | Bordeaux    | -          |
| D        | Paolo Foglio        | Ascoli      | -          |
| D        | Simone Bonomi       | Crotone     | -          |
| C        | Tomás Guzmán        | Juventus    | -          |
| C        | Gennaro Esposito    | Juve Stabia | prestito   |
| A        | Erjon Bogdani       | Chievo      | definitivo |
| A        | Pasquale Iadaresta  | Poggibonsi  | prestito   |

### Sessione invernale(dal 3/1 al 31/1)
| Acquisti | Acquisti            | Acquisti      | Acquisti   |
| R.       | Nome                | a             | Modalità   |
| -------- | ------------------- | ------------- | ---------- |
| P        | Francesco Benussi   | Lecce         | prestito   |
| P        | Anssi Jaakkola      | TP-47         | prestito   |
| C        | Roman Erëmenko      | Udinese       | prestito   |
| C        | Daniele Galloppa    | Roma          | definitivo |
| A        | Federico Melchiorri | Tolentino     | -          |
| A        | Massimo Maccarone   | Middlesbrough | definitivo |

| Cessioni | Cessioni           | Cessioni     | Cessioni   |
| R.       | Nome               | a            | Modalità   |
| -------- | ------------------ | ------------ | ---------- |
| P        | Davide Zomer       | Ancona       | -          |
| P        | Nicola Pavarini    | Lecce        | prestito   |
| D        | Vincent Candela    | Messina      | svincolato |
| D        | Andrea Masiello    | Genoa        | -          |
| D        | Leonardo Blanchard | Sangimignano | prestito   |
| C        | Roberto D'Aversa   | Messina      | -          |
| C        | Gorazd Zajc        | Maribor      | -          |

## Risultati

### Serie A

#### Girone di andata
| Arbitro: | Brighi (Cesena) |

|                |           |                                   |
| Pellissier 31’ | Marcatori | 74’ E. Brevi 89’ (aut.) Zanchetta |

| Arbitro: | De Marco (Chiavari) |

|           |           |                                  |
| Frick 87’ | Marcatori | 46’ Taddei 71’ Pizarro 92’ Okaka |

| Arbitro: | Giannoccaro (Lecce) |

|           |           |               |
| Muzzi 40’ | Marcatori | 4’, 35’ Frick |

| Siena 24 settembre 2006, ore 15.00 CEST 4ª giornata | Siena          | 0 – 0 referto | Cagliari | Montepaschi Arena\| Arbitro: \| Romeo (Verona) \| |
| Arbitro:                                            | Romeo (Verona) |               |          |                                                   |

| Milano 1º ottobre 2006, ore 15.00 CEST 5ª giornata | Milan             | 0 – 0 referto | Siena | Stadio Giuseppe Meazza\| Arbitro: \| Stefanini (Prato) \| |
| Arbitro:                                           | Stefanini (Prato) |               |       |                                                           |

| Arbitro: | Ayroldi (Molfetta) |

|                                 |           |                   |
| Konko 45’ Frick 90’ Cozza 90+2’ | Marcatori | 20’ (rig.) Riganò |

| Livorno 22 ottobre 2006, ore 15.00 CEST 7ª giornata | Livorno                     | 0 – 0 referto | Siena | Stadio Armando Picchi\| Arbitro: \| Girardi (San Donà di Piave) \| |
| Arbitro:                                            | Girardi (San Donà di Piave) |               |       |                                                                    |

| Arbitro: | Brighi (Cesena) |

|           |           |            |
| Frick 47’ | Marcatori | 93’ Corona |

| Arbitro: | Palanca (Roma) |

|  |           |            |
|  | Marcatori | 86’ Codrea |

| Arbitro: | Squillace (Catanzaro) |

|                  |           |                         |
| Bogdani 77’, 93’ | Marcatori | 36’ D. Morfeo 60’ Budan |

| Arbitro: | Ayroldi (Molfetta) |

|  |           |                       |
|  | Marcatori | 71’ (rig.) R. Bianchi |

| Arbitro: | Farina (Novi Ligure) |

|                                      |           |  |
| Asamoah 19’ Iaquinta 44’, 80’ (rig.) | Marcatori |  |

| Arbitro: | Saccani (Mantova) |

|              |           |          |
| Antonini 18’ | Marcatori | 38’ Mutu |

| Arbitro: | De Marco (Mantova) |

|                         |           |  |
| Burdisso 11’ Crespo 54’ | Marcatori |  |

| Genova 10 dicembre 2006, ore 15.00 CEST 15ª giornata | Sampdoria             | 0 – 0 referto | Siena | Stadio Luigi Ferraris\| Arbitro: \| Squillace (Catanzaro) \| |
| Arbitro:                                             | Squillace (Catanzaro) |               |       |                                                              |

| Arbitro: | Orsato (Schio) |

|           |           |                |
| Frick 85’ | Marcatori | 81’ Migliaccio |

| Arbitro: | Romeo (Verona) |

|               |           |  |
| Marianini 47’ | Marcatori |  |

| Arbitro: | Farina (Novi Ligure) |

|             |           |               |
| Rinaudo 42’ | Marcatori | 40’ Simplicio |

| Arbitro: | Gava (Conegliano) |

|            |           |           |
| Rocchi 61’ | Marcatori | 87’ Cozza |

#### Girone di ritorno
| Arbitro: | Gervasoni (Mantova) |

|                            |           |            |
| Antonini 62’ Portanova 67’ | Marcatori | 25’ Brighi |

| Arbitro: | Giannoccaro (Lecce) |

|             |           |  |
| Vučinić 62’ | Marcatori |  |

| Arbitro: | Romeo (Verona) |

|              |           |  |
| Antonini 65’ | Marcatori |  |

| Arbitro: | Bergonzi (Genova) |

|                      |           |                       |
| Capone 39’ Suazo 66’ | Marcatori | 30’ Corvia 81’ Codrea |

| Arbitro: | Messina (Bergamo) |

|                                   |           |                                                   |
| Vergassola 19’ Maccarone 74’, 89’ | Marcatori | 16’, 81’ Ronaldo 19’ Oliveira 94’ (aut.) Molinaro |

| Arbitro: | Pantana (Macerata) |

|               |           |  |
| Álvarez 90+3’ | Marcatori |  |

| Siena 28 febbraio 2007, ore 15.00 CEST 26ª giornata | Siena                     | 0 – 0 referto | Livorno | Montepaschi Arena\| Arbitro: \| Dondarini (Finale Emilia) \| |
| Arbitro:                                            | Dondarini (Finale Emilia) |               |         |                                                              |

| Arbitro: | Gava (Conegliano Veneto) |

|           |           |            |
| Cozza 73’ | Marcatori | 56’ Corona |

| Arbitro: | Rocchi (Firenze) |

|  |           |                     |
|  | Marcatori | 22’ (aut.) Bertotto |

| Arbitro: | Tagliavento (Terni) |

|                |           |  |
| Gasbarroni 19’ | Marcatori |  |

| Arbitro: | Morganti (Ascoli Piceno) |

|  |           |              |
|  | Marcatori | 47’ Bertotto |

| Arbitro: | Ciampi (Roma) |

|                         |           |                            |
| Maccarone 76’ Negro 81’ | Marcatori | 42’ Di Natale 60’ Iaquinta |

| Arbitro: | Farina (Novi Ligure) |

|          |           |  |
| Mutu 43’ | Marcatori |  |

| Arbitro: | Ayroldi (Molfetta) |

|           |           |                           |
| Negro 21’ | Marcatori | 18’, 60’ (rig.) Materazzi |

| Arbitro: | Brighi (Cesena) |

|  |           |                              |
|  | Marcatori | 39’ Maggio 89’ G. Delvecchio |

| Arbitro: | Rocchi (Firenze) |

|                                          |           |                       |
| Ariatti 12’ C. Vieri 65’ Carrozzieri 91’ | Marcatori | 48’ (rig.) Vergassola |

| Arbitro: | Morganti (Ascoli Piceno) |

|                             |           |  |
| Portanova 12’ Maccarone 93’ | Marcatori |  |

| Arbitro: | Dondarini (Finale Emilia) |

|                           |           |               |
| Corini 26’ Caracciolo 45’ | Marcatori | 94’ Maccarone |

| Arbitro: | Messina (Bergamo) |

|                                |           |                   |
| Maccarone 23’ (rig.) Negro 85’ | Marcatori | 73’ (rig.) Rocchi |

### Coppa Italia

#### Turni preliminari
| Arbitro: | Romeo (Verona) |

|             |           |                                 |
| Galuppi 47’ | Marcatori | 77’ Portanova 91’ (dts) Bogdani |

| Arbitro: | Bergonzi (Genova) |

|                                   |           |            |
| Allegretti 24’ (rig.) Eliakwu 67’ | Marcatori | 27’ Chiesa |

## Statistiche

### Statistiche di squadra
Aggiornato al 27 maggio 2007

| Competizione | Punti | Totale | Totale | Totale | Totale | Totale | Totale |
| Competizione | Punti | G      | V      | N      | P      | Gf     | Gs     |
| ------------ | ----- | ------ | ------ | ------ | ------ | ------ | ------ |
| Serie A      | 40    | 38     | 9      | 14     | 15     | 35     | 45     |
| Coppa Italia | -     | 2      | 1      | 0      | 1      | 3      | 3      |
| Totale       | -     | 40     | 10     | 14     | 16     | 38     | 48     |